# Maspro Denkoh
Maspro Denkoh Corporation (マスプロ電工株式会社, Masupuro Denkoh Kabushiki-gaisha) é uma fabricante japonesa de eletrônicos, trabalhando no ramo de produção de antenas e receivers e equipamentos para Internet. Fundada em 1953 a empresa conta com aproximadamente 833 empregados.